# 不就学
不就學（日语：／ fujyūgaku */?）在日本是指在日外国人的孩子不上學的現象，原因通常都是不會日語或不能負擔昂貴學費的窮困學生被日本人當作外人排擠。

## 概述
日本憲法規定日本公民的監護人有義務使子女接受教育，但非日本公民的監護人沒有這個義務。這導致地方政府單位不確認外國孩童是否上學。調查顯示，部分外國孩子希望去學校，卻因為經濟困難、不懂日語等原因而無法上學。兒童可能被迫在家中無所事事，甚至有些兒童開始工作、照顧兄弟姐妹等。外國勞工在日本經濟中扮演著重要角色，但由於工作時間長又不穩定，導致孩子無人照顧。報告指出，由於孩子不去學校，沒人察覺虐待情況，甚至出現兒童死亡或未滿15歲的兒童懷孕等案例。:86
有些地方政府在文部科學省發布不就學兒童數據之前就已經持續解決這個問題，比如靜岡縣浜松市、岐阜縣可兒市等許多南美日本人聚集的地區。為了解決外國籍孩童不就學的問題，浜松市從2011年開始實施「外國人子女不就學零計劃」，並在2013年成功將不就學兒童數量降至零。他們建立了「浜松模式」，包括在兒童轉入時提供就學指南、持續監測就學狀況、個別支援、日本語學習、母語適應等措施。

## 數據
文部科學省自2019年開始調查在日外國人的孩子不就學的情況，統計數字顯示了逐年下降的改善趨勢。
2019年9月27日公布的數據顯示，住在日本的124,049名達義務教育年齡的外國兒童中，有19,654人（15.8%）沒有就讀於國立、公立、私立學校或外國人學校。2020年3月27日的調查則表示，123,830名適齡外國兒童中，630人「未就學」、3,017名「離開或搬家（包括計劃）」，8,658名「無法確認是否上學」。
2022年3月25日，文部科學省公佈了2021年外國兒童就學狀況調查結果。調查顯示，不就學的外國兒童有10,046人。2023年的數據顯示，截至2022年5月，造冊登記的136,923名小學和初中適齡外籍兒童中，未上學或入學狀況不明的兒童合計為8,183人。

## 延伸閱讀
毎日新聞取材班編，《にほんでいきる》（日本：名石書店，2020），ISBN 9784750351193。

## 外部連結
日本文部科學省「外国人の子供の就学状況等調査（令和3年度）」の結果について （页面存档备份，存于）（日語）